# Rollán
Rollán és un municipi de la província de Salamanca, a la comunitat autònoma de Castella i Lleó. Limita al Nord amb Golpejas, a l'Est amb Torrecilla de Miranda (Carrascal de Barregas) i Galindo y Perahuy, al Sud amb Barbadillo i Canillas de Abajo i a l'Oest amb La Mata de Ledesma.

## Demografia
| 1991 | 1996 | 2001 | 2004 |
| ---- | ---- | ---- | ---- |
| 643  | 607  | 577  | 553  |